# Óláfs saga Tryggvasonar
No confundir con Óláfs saga Tryggvasonar en mesta.
Óláfs saga Tryggvasonar es una biografía en latín obra del monje benedictino del siglo XII Oddr Snorrason, que pertenecía al monasterio de Þingeyrar (Þingeyrarklaustur) en Islandia, fundado en 1133 y el más antiguo del país.
La obra original está perdida y sobrevive gracias a dos copias casi completas traducidas al nórdico antiguo y un fragmento de una tercera copia. Las tres versiones son muy diferentes entre sí pero su origen se remonta a una traducción original en latín. Es difícil discernir si la traducción es fiel al original, pero Oddr no pretende utilizar su obra como un elemento para la canonización de Olaf Tryggvason, más bien el texto lo ensalza como un Juan Bautista antes de la llegada de Cristo que, en este caso, se trataría de Olaf II el Santo, ya que claramente se postula como una hagiografía, presentando al rey Olaf II como santo apóstol de los noruegos.
Oddr se basó en trabajos previos de los escaldos Sæmundr fróði y Ari Þorgilsson, así como Acta Sanctorum in Selio y muy posiblemente Historia de Antiquitate Regum Norwagiensium. Por otro lado, Snorri Sturluson usó el trabajo de Oddr para su Heimskringla, como hizo también el autor anónimo de Óláfs saga Tryggvasonar en mesta.
Para apoyar la presentación de Oddr de Olaf Tryggvason, se incorpora material de La Biblia y la vida de los santos. La saga es una de las fuentes escritas más antiguas sobre la juventud, educación, misión evangélica y la conclusión de la vida de Óláfr Tryggvason.
Yngvars saga víðförla acredita a Oddr la autoría de la obra, aunque los historiadores inicialmente fueron escépticos, pero con las últimas investigaciones el argumento ha ganado aceptación.

## Óláfs saga TryggvasonarenHeimskringla
Óláfs saga Tryggvasonar es uno se los relatos de Heimskringla sobre los reyes noruegos. Relata la historia del devoto rey de Noruega, Olaf Tryggvason, un temerario vikingo en su juventud que se convierte al cristianismo y domina casi toda Noruega. Håkon Sigurdsson, por entonces ya una figura política en decadencia, es asesinado por uno de sus esclavos y Olaf se proclama rey. En cierta forma, el rey Olaf actuó como misionero del cristianismo recurriendo a la violencia si lo consideraba necesario, en Noruega así como en Islandia, donde existía una importante colonia vikinga de mayoría noruega.